# Летаби, Уильям
Уильям Ричард Летаби (англ. William Richard Lethaby, 18 января 1857, Барнстейпл, Девоншир — 17 июля 1931, Лондон) — архитектор и художник-прикладник английского модерна, педагог, теоретик и художественный критик.
Уильям родился в семье ремесленника. Путешествовал по северной Франции, где его увлекла древняя романская и готическая архитектура. В 1879 году поступил на службу в архитектурное бюро Нормана Шоу. Вскоре он проявил свой талант чертёжника и стал ассистентом Н. Шоу во многих строительных проектах. Летаби участвовал в работе «Общества по защите древних зданий» (Society for the Protection of Ancient Buildings), выступавшего против сноса и реконструкции памятников старинной архитектуры. Под влиянием идей Уильяма Морриса и Филипа Уэбба Летаби стал членом объединения «Искусства и ремёсла» и в 1884 году соучредителем «Гильдии работников искусств» (Art Workers Guild). Гильдия была основана группой передовых английских архитекторов, в числе которых был Уолтер Крейн.
Помимо архитектурной практики Уильям Летаби проектировал мебель в стиле близком продукции Томаса Чиппендейла, но в более строгом и лаконичном, делал рисунки витражей, книжные иллюстрации, эскизы изделий из металла и керамики, в частности для фабрики Джозайи Веджвуда в Стаффордшире. В 1891 году основал собственную фирму. В том же году по впечатлениям от изучения средневекового искусства Летаби опубликовал книгу «Архитектура, мистицизм и миф» (Architecture, Mysticism, and Myth). Это было первое сочинение по теории архитектуры, в котором первенство отдавалось не абстрактным эстетическим теориям, в частности концепциям классицистической и рациональной архитектуры, а мистицизму и символизму архитектурного творчества. Другие влиятельные работы Летаби: «Форма и цивилизация» (1922), «Филип Уэбб и его работа» (1925).
В 1894 году Летаби был назначен инспектором Совета технического образования вновь образованного Лондонского графства (County of London). В 1896 году основал Центральную школу искусств и ремёсел (Central School of Arts and Crafts). Подобно У. Моррису и У.Крейну он стремился преодолеть разрыв между изобразительным искусством и традиционными художественными ремёслами. В 1901 году Летаби стал профессором Королевского колледжа искусств в Лондоне. Он оказал влияние на деятельность Германа Мутезиуса и последующие идеи германского функционализма, в частности идеи основания Вальтером Гропиусом первой художественно-промышленной школы Баухаус в Ваймаре.